# Reale Società Canottieri Querini

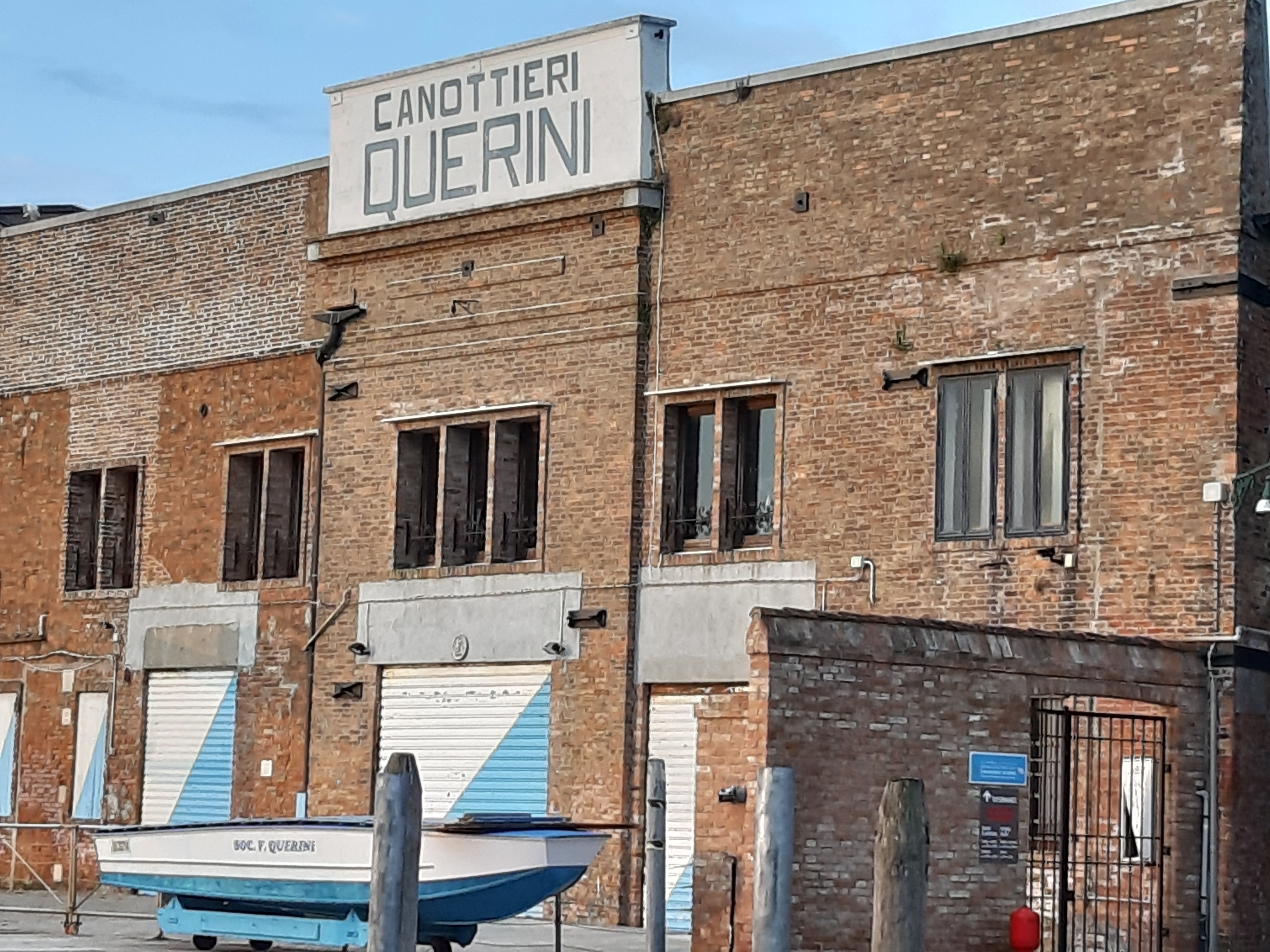
Sede della Reale Società Canottieri Querini

La Reale Società Canottieri Querini è una storica società polisportiva di Venezia fondata nel 1901. Il nome prende ispirazione in memoria del tenente di Vascello veneziano Francesco Querini perduto durante la spedizione al Polo Nord voluta da Luigi Amedeo di Savoia-Aosta Duca degli Abruzzi. I colori sociali sono bianco e celeste. Il motto Ardisci e spera.
La sede attuale della società è a Venezia nella zona delle Fondamente Nove.
La storia della società è particolarmente ricca di trofei e atleti che hanno rappresentato anche l'Italia in diverse olimpiadi e competizioni internazionali.

## Storia
Il 16 maggio 1901 un gruppo di fuoriusciti della Reale Società Canottieri Bucintoro fonda la Società di sport nautici Querini presieduta da Piero Foscari presso l'Hotel Bauer. Luigi Amedeo di Savoia fu nominato presidente onorario.
Nel 1901 la nuova società organizzava le gare di nuoto nel Canale della Giudecca. La sede verrà fatta nella zona delle Zattere fino al 1929.
Nel 1903 il giorno di San Marco venne inaugurata la barca Disdotona a 18 rematori e nello stesso anno viene vinto il primo titolo italiano di Voga alla Veneta.
Nel 1904 arriva il primo titolo italiano di canottaggio a Bocca d'Arno su jole a 4 con timoniere.
Nel 1906 viene vinto il primo campionato Europeo di canottaggio a Pallanza.
Nel 1908 ai Campionati Europei di Lucerna medaglia d'oro nel 4 con e argento nel 2 senza.
Nel 1923 vince il campionato Europeo nel due con: Scatturin, Tasson e Sopracordevole.
Nel 1924 alle Olimpiadi di Parigi l'equipaggio è composto da dei fuoriusciti della rivale Canottieri Bucintoro composto da: Ercole Olgeni, Giovanni Scatturin e al timone Gino Sopracordevole. Vincono la medaglia d'argento.
Nel 1926 alla presenza dei ministri Giuseppe Volpi e Giovanni Giuriati viene inaugurata la seconda disdotona.
Nel 1926 viene concesso alla società di potersi nominare Reale, e vince il campionato italiano.
Nel 1929 la sede viene trasferita alle Fondamente Nuove.
Nel 1936 vince il titolo italiano e nel 1937 arriva seconda agli Europei di Amsterdam. Equipaggio Almiro Bergamo, Guido Santin e Luciano Negrini.
Nel 1938 vince per la settima volta il titolo Europeo.
Nel 1969 il Coni assegna la stella d'oro al merito sportivo.
Nel 1973 viene varata la terza disdotona.
Nel 1976 Umberto Ragazzi arriva 4 alle Olimpiadi di Montreal.
Nel 1984 Raffaella Memo arriva sesta nel quattro di coppia alle Olimpiadi di Los Angeles . 
Nel 1993 avviene il gemellaggio con la società di Oxford City Barge Boat Club che insegna Voga alla Veneta nel Regno Unito.
A fine 2004 la società contava 28 titoli italiani di Voga alla Veneta, 63 titoli italiani di canottaggio e 17 titoli italiani di canoa olimpica.

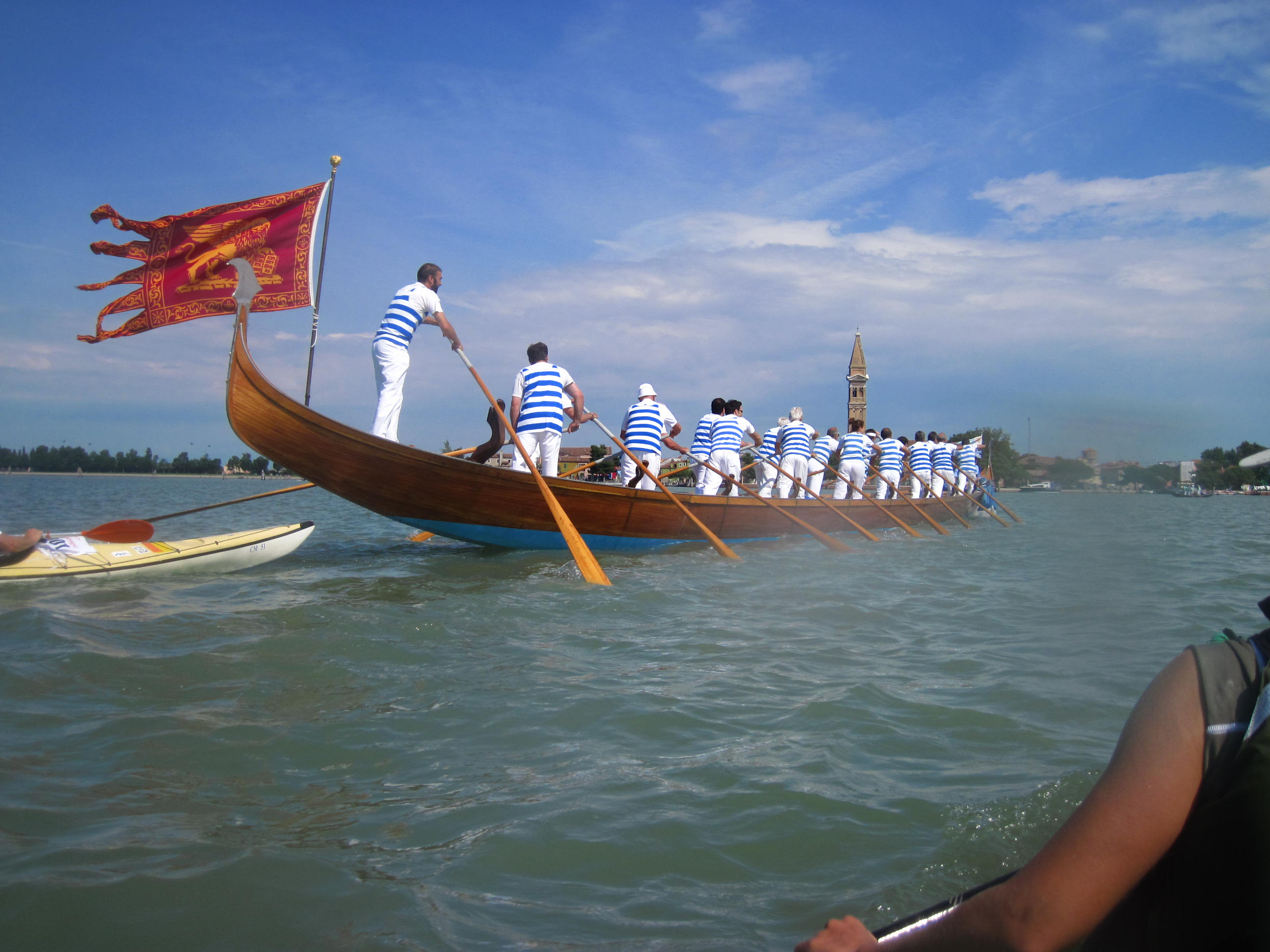
La Disdotona della Reale Societa Canottieri Querini

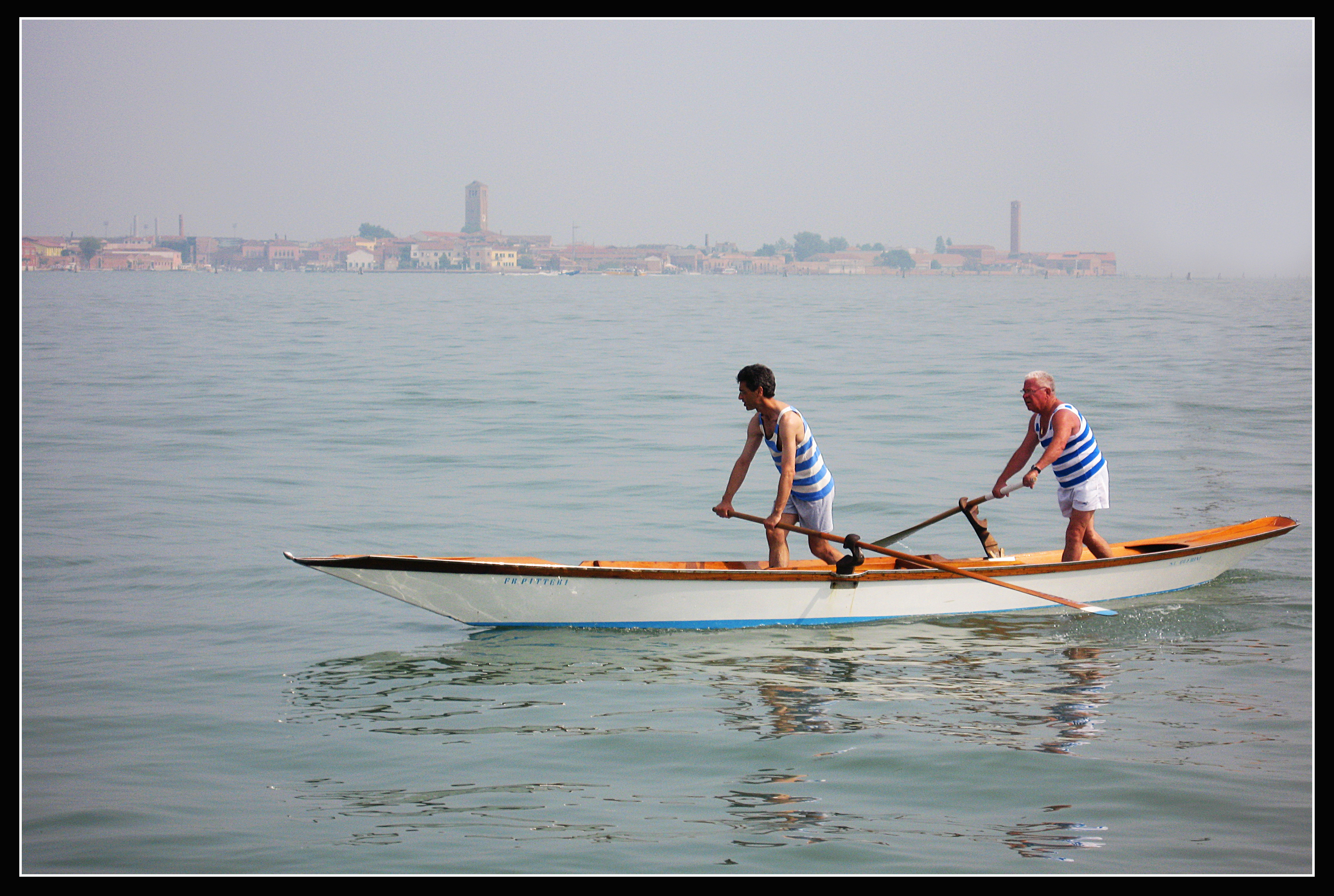
Vogando alla veneta in Laguna

## Flotta sociale
La flotta si compone di 112 imbarcazioni di cui 23 olimpiche, 19 regolamentari, 40 canoe, 5 venete, e 24 tipiche veneziane. Nella sede vi sono anche 3 palestre.